# The Police Force of Malta

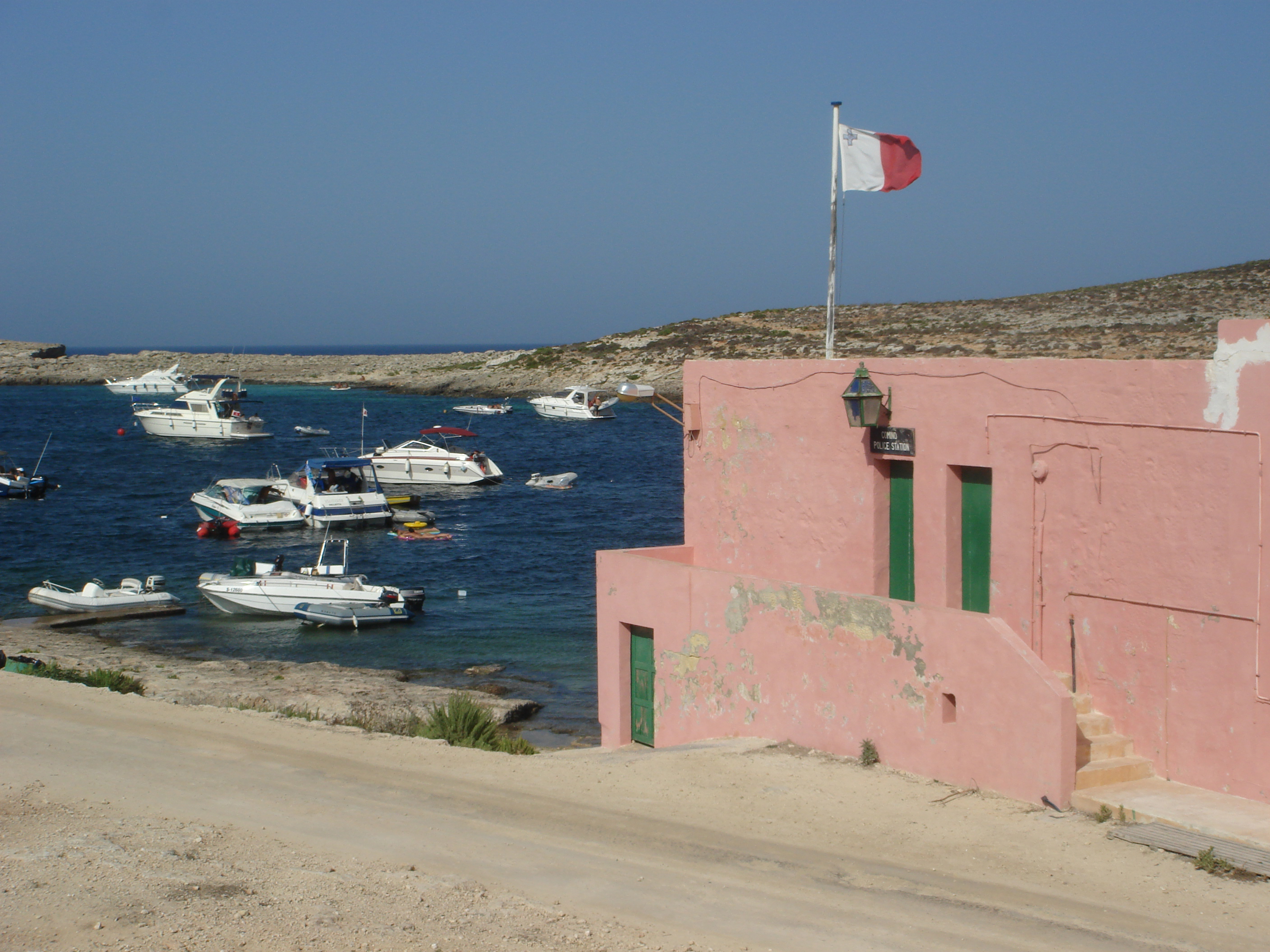
Polizeistation auf Comino

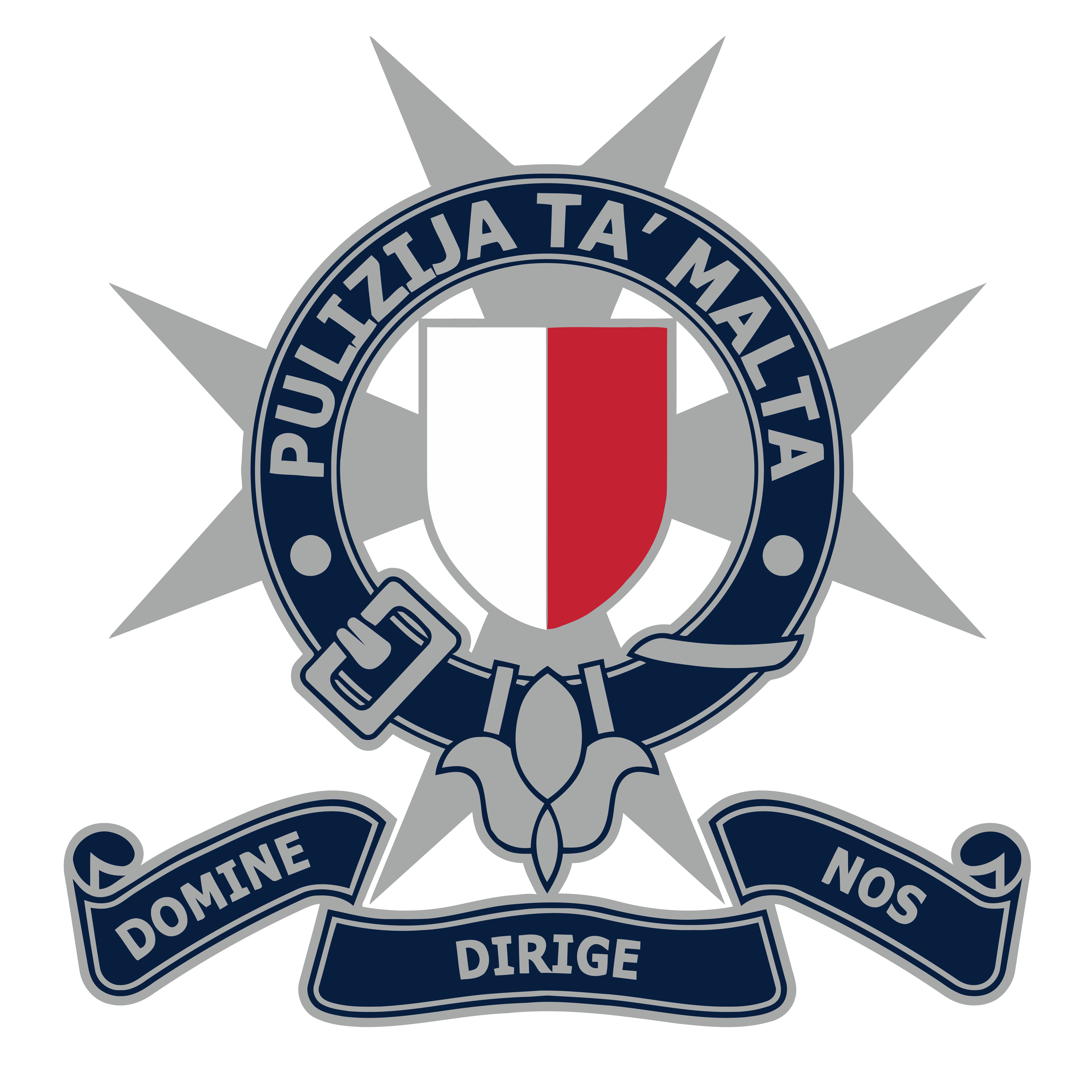
Logo Polizei Malta

The Police Force of Malta (maltesisch: al-Korp tal-Pulizija ta' Malta) ist die Polizei der Republik Malta. Die Polizei ist für die öffentliche Ordnung und Sicherheit auf der Hauptinsel und den Inseln Gozo und Comino zuständig.  Zu ihr gehören 2.300 Polizisten und 108 Zivilangestellte (Stand 2018).

## Organisation
Die erste Polizeieinheit auf der Insel wurde am 12. Juli 1814 von Thomas Maitland, dem späteren Gouverneur der Insel, gegründet. Die Aufgaben werden im Strafgesetzbuch (Penal Code of Malta) und im Polizeigesetz (Maltese Law on the Police Force) festgelegt.
Die maltesischen Inseln sind in zwölf Polizeidistrikte unterteilt, die vom Büro der „Divisional Police Force Units“ geführt werden. Neben den regionalen Polizeieinheiten gibt es noch die Kriminalabteilung (Crime Investigation Department), die für Kapitalverbrechen im gesamten Staatsgebiet zuständig ist. Unterstützt werden die regionalen Polizeikräfte durch eine Abteilung für Kriminalität im Zusammenhang mit Drogen (Drugs Squad), ein forensisches Labor (Forensic Science Laboratory), eine Einheit zur Verfolgung öffentlichkeitswirksamer Straftaten und zur Verfolgung von Wirtschaftsstrafsachen (Vice Squad and Economic Crimes Unit) und einen Sicherheitsdienst (Protective Services) für den Schutz hochrangiger Personen sowie eine Spezialabteilung (Special Branch). Die Zusammenarbeit mit EUROPOL, INTERPOL und dem Schengener Informationssystem wird von einer weiteren Abteilung koordiniert. Grundsätzliche Aufgaben, einschließlich die der Personalführung, werden vom Büro für Strategie und Planung (Strategy and Planning Office), der Rechtsabteilung und von der Finanzabteilung (Finance Office) wahrgenommen.

## Polizeipräsidenten
- Francesco Rivarola (1814–1822)
- Col. Henry Balneavis (1822–1832)
- Charles Godfrey (1832–1844)
- Frederick Sedley (1845–1858)
- Hector Zimelli (1858–1869)
- Raffaele Bonello (1869–1880)
- Attillo Sceberras (1880–1884)
- Richard Casolani, RMFA (1884–1888)
- Melitone Caruana (1888–1890)
- Clement La Primaudaye, MVO., RN (1890–1903)
- Tancred Curmi (1903–1915)
- Claude W. Duncan (1916–1919)
- Henry W. Bamford, OBE (1919–1922)
- Antonio Busuttil (1922–1923)
- Frank Stivala (1923–1928)
- Gustavus S. Brander, OBE (1930–1932)
- Joseph Axisa (1939–1947)
- Joseph Ullo (1947–1951)
- Herbert Grech, CVO (1951–1954)
- George Cachia, L.P. (1954–1956)
- Vivian Byres de Gray, MVO., MBE., BEM (1956–1971)
- Alfred J. Bencini (1971–1973)
- Edward Bencini (1973–1974)
- Enoch Tonna (1974–1977)
- John N. Cachia (1977–1980)
- Lawrence Pullicino, LL.D. (1980–1987)
- John Spiteri, AFM (1987–1988)
- Alfred A. Calleja (1988–1992)
- George Grech (1992–2001)
- John Rizzo (2001–2013)
- Peter Paul Zammit, L.P. (2013–2014)
- Michael Cassar (2014–2016)
- Lawrence Cutajar (2016–2020)
- Angelo Gafa (2020-)[3]